# 埃尔多拉多国家森林

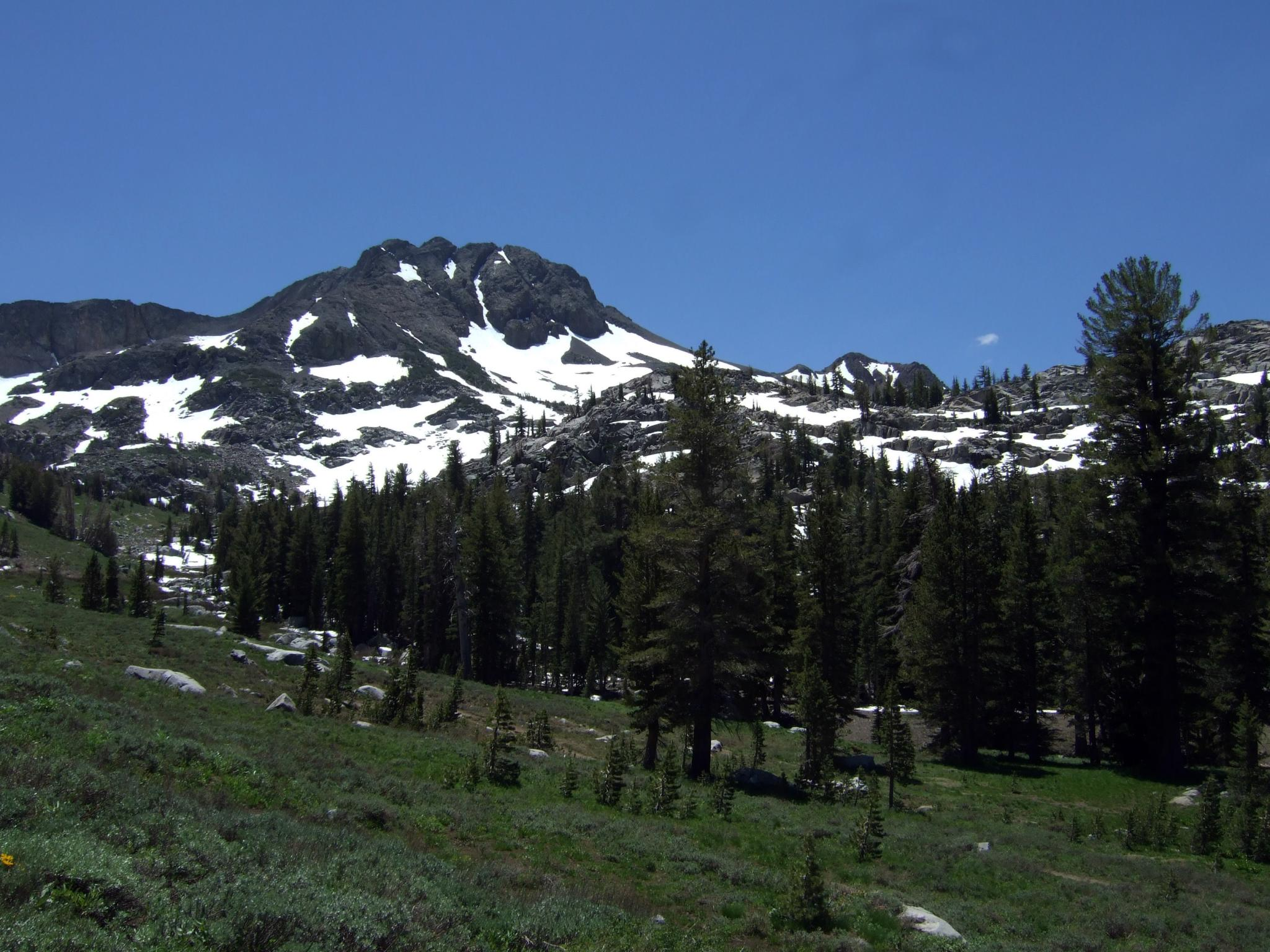
埃尔多拉多国家森林

埃尔多拉多国家森林（英語：Eldorado National Forest）是美国的一处国家森林，1910年7月28日建立，位处加利福尼亚州东部内华达山脉，占地面积596,724英畝（2,414.86平方），最近的城市为普莱瑟维尔。